# Ambia marginalis
Ambia marginalis là một loài bướm đêm trong họ Crambidae.